# Armand-François-Marie de Charbonnel
Pour les articles homonymes, voir Charbonnel.
Armand-François-Marie de Charbonnel (Monistrol-sur-Loire, 1er décembre 1802 - Crest, 25 mars 1891) est le deuxième évêque catholique de Toronto.

## Biographie
Né au château du Flachat à Monistrol-sur-Loire (France) le 1er décembre 1802, il fait ses études à Annonay et à Saint-Sulpice de Paris ; il est ordonné en 1825. En France (1825-1839), il entre chez les Sulpiciens en 1826 et suit leur formation à la Solitude d'Issy (1826-1827). Professeur de dogme, d'Écriture sainte et économe à Saint-Sulpice de Paris (1827-1834). En repos en 1834-1835, il est ensuite professeur au grand séminaire de Bordeaux de 1835 à 1837, à celui de Versailles de 1837 à 1839 et au grand séminaire de Baltimore (1839-1840). Il se rend plus tard au séminaire de Montréal (1840-1847).
En 1847, il contracte à Montréal la fièvre typhoïde au contact des émigrés irlandais. De 1847 à 1850, il est en repos en France. De 1850 à 1860, il est évêque de Toronto (1850-1860). Il est élu en 1847 et sacré à Rome par le pape Pie IX le 26 mai 1850 avec comme co-consécrateurs Domenico Lucciardi et Giuseppe Maria Castellani (de). À Toronto, il fonde un collège classique. Il appelle des Basiliens, des Frères des écoles chrétiennes et les sœurs de Saint Joseph de Philadelphie qui deviennent autonome sous le nom de sœurs de Saint Joseph de Toronto. Il divise son diocèse pour ériger ceux de London et de Hamilton.
Il démissionne de son évêché et reçoit le titre d'archevêque de Sozopolis-en-Hémimont (de) en 1860. Il entre en France au noviciat des Capucins en 1860 (1860-1861). Il se consacre à Lyon à la prédication et à l'œuvre de la propagation de la foi de 1861 à 1883.
Il se retire au couvent des Capucins de Crest près de Lyon (1883-1891), où il meurt le 25 mars 1891. Il est inhumé à l'église du couvent.

## Succession apostolique
Armand-François-Marie de Charbonnel a ordonné les évêques suivants :
- Évêque Pierre-Adolphe Pinsoneault, P.S.S. † (1856)
- Archevêque John Joseph Lynch, C.M. † (1859)